# Ain Timguenai
Ain Timguenai  (in arabo عين تمكناي‎?) è un centro abitato e comune rurale del Marocco situato nella provincia di Sefrou, regione di Fès-Meknès. Conta una popolazione di 6 519 abitanti (censimento 2014).